# Nelly Korda
Pour les articles homonymes, voir Korda.
Nelly Korda, née le 28 juillet 1998 à Bradenton (États-Unis), est une golfeuse professionnelle américaine.
Fille du couple tchèque Petr Korda-Regina Kordová, Nelly Korda naît et grandit aux États-Unis et à l'instar de sa sœur Jessica Korda s'adonne au golf dès son plus jeune âge. Talent précoce, elle devient l'une des meilleures amateures et décide de passer professionnelle en 2016 à dix-huit ans. En 2017, forte de sa saison dans le circuit mineur de Symetra, elle obtient sa carte de membre du circuit LPGA dès 2017. Entre 2018 et 2020, elle remporte ses premiers succès sur les circuits de la LPGA et du Ladies European Tour (LET) avec le gain du Championnat de Taïwan, Open de France et Open d'Australie.
En été 2021, elle obtient ses deux plus grands succès en s'imposant dans le tournoi majeur du Championnat de la LPGA puis devient championne olympique à Tokyo, occupant ainsi la première place mondiale au Women's World Golf Rankings. Elle ajoute le gain d'un nouveau tournoi majeur en 2024 en s'imposant au Championnat Chevron.
Depuis, elle compte au total vingt victoires professionnelles, n'est pas sortie du top 10 mondial entre 2019 à aujourd'hui, et a pris part à trois éditions de la Solheim Cup en 2019, 2021 et 2023 avec les États-Unis.

## Carrière
Durant sa carrière amateur, Nelly Korda parvient à franchir le cut lors de l'US Open en 2013. En 2015, elle remporte le Harter Hall Invitational et le PING Invitational, et elle est membre de l'équipe américaine de la Junior Solheim Cup (en).
Passée professionnelle en 2016, elle commence sur le Symetra Tour, où elle enregistre une victoire au Sioux Falls GreatLIFE Challenge. Ses résultats lui permettent de débuter sur le circuit LPGA l'année suivante. En 2018, elle termine 10e de l'US Open et 13e de l'ANA Inspiration. En juin 2021, elle remporte son premier tournoi du grand chelem avec le LPGA Championship, et atteint alors la 1re place du classement mondial. 
Elle remporte la médaille d'or de la compétition féminine aux Jeux olympiques de Tokyo,,.

## Palmarès

### Victoires professionnelles
| 1.  | 04/09/2016 | Symetra | Sioux Falls GreatLIFE Challenge | 68-67-69-66=270 | - 14    | 3 coups | Wichanee Meechai                         |
| 2.  | 28/01/2018 | LPGA    | Championnat de Taïwan           | 67-71-69-68=275 | - 13    | 2 coups | Minjee Lee                               |
| 3.  | 17/02/2019 | LPGA    | Open d'Australie                | 71-66-67-67=271 | - 17    | 2 coups | Ko Jin-young                             |
| 4.  | 22/09/2019 | LET     | Open de France                  | 68-64-70-67=269 | - 15    | 8 coups | Céline Boutier                           |
| 5.  | 03/11/2019 | LPGA    | Championnat de Taïwan           | 66-67-65-72=270 | - 18    | Playoff | Minjee Lee Caroline Masson               |
| 6.  | 28/02/2021 | LPGA    | Gainbridge LPGA                 | 67-68-68-69=272 | - 16    | 3 coups | Lydia Ko Lexi Thompson                   |
| 7.  | 20/06/2021 | LPGA    | Meijer LPGA Classic             | 68-66-62-67=263 | - 25    | 2 coups | Leona Maguire                            |
| 8.  | 27/06/2021 | LPGA    | Championnat de la LPGA          | 70-63-68-68=269 | - 19    | 3 coups | Lizette Salas                            |
| 9.  | 07/08/2021 | JO      | Jeux olympiques de Tokyo        | 67-62-69-69=267 | - 17    | 1 coup  | Mone Inami                               |
| 10. | 14/11/2021 | LPGA    | Pelican Women's Championship    | 65-66-63-69=263 | - 17    | Playoff | Kim Sei-young Lydia Ko Lexi Thompson     |
| 11. | 20/08/2022 | LET     | Aramco Team Series – Sotogrande | 67-69-67=203    | - 13    | 3 coups | Jessica Korda Ana Peláez Pauline Roussin |
| 12. | 13/11/2022 | LPGA    | Pelican Women's Championship    | 66-66-64=196    | - 14    | 1 coup  | Lexi Thompson                            |
| 13. | 16/07/2023 | LET     | Aramco Team Series – London     | 68-69-71=208    | - 11    | 4 coups | Charley Hull                             |
| 14. | 28/01/2024 | LPGA    | LPGA Drive On Championship      | 65-67-68-73=273 | - 11    | Playoff | Lydia Ko                                 |
| 15. | 24/03/2024 | LPGA    | Fir Hills Seri Pak Championship | 72-67-67-69=275 | - 9     | Playoff | Ryann O'Toole                            |
| 16. | 31/03/2024 | LPGA    | Ford Championship               | 66-68-69-65=268 | - 9     | 2 coups | Hira Naveed                              |
| 17. | 07/04/2024 | LPGA    | T-Mobile Match Play             | 4 and 3         | 4 and 3 | 4 and 3 | Leona Maguire                            |
| 18. | 21/04/2024 | LPGA    | Championnat Chevron             | 68-69-69-69=275 | - 13    | 2 coups | Maja Stark                               |
| 19. | 19/05/2024 | LPGA    | Mizuho Americas Open            | 70-68-65-71=274 | - 14    | 1 coup  | Hannah Green                             |
| 20. | 17/11/2024 | LPGA    | The ANNIKA                      | 66-66-67-67=266 | - 14    | 3 coups | Charley Hull Im Jin-hee Zhang Weiwei     |

## Classement WWGR en fin de saison
Le golf féminin a mis en place un classement mondial, nommé le Women's World Golf Rankings, introduit en 2006.
| Année        | 2014 | 2015 | 2016 | 2017 | 2018 | 2019 | 2020 | 2021 | 2022 | 2023 | 2024 |
| Rang mondial | 822e | -    | 341e | 73e  | 23e  | 3e   | 4e   | 1re  | 2e   | 5e   | 1re  |

## Vie privée
Nelly Korda est la fille du joueur de tennis tchèque Petr Korda, vainqueur de l'Open d'Australie de tennis en 1998, et Regina Kordová. Elle est la sœur de Sebastian Korda, également joueur de tennis, et de Jessica Korda, elle aussi joueuse de golf professionnelle.